# Municipio de Harding (Nueva Jersey)
El municipio de Harding (en inglés: Harding Township) es un municipio ubicado en el condado de Morris en el estado estadounidense de Nueva Jersey. En el año 2010 tenía una población de 3,838 habitantes y una densidad poblacional de 72 personas por km².

## Geografía
El municipio de Harding se encuentra ubicado en las coordenadas 40°44′30″N 74°30′09″O / 40.74167, -74.50250.

## Demografía
Según la Oficina del Censo en 2000 los ingresos medios por hogar en el municipio eran de $111,297 y los ingresos medios por familia eran $128,719. Los hombres tenían unos ingresos medios de $95,737 frente a los $57,308 para las mujeres. La renta per cápita para la localidad era de $72,689. Alrededor del 1.1 % de la población estaba por debajo del umbral de pobreza.